# Bibi Andersson
Bibi Andersson (Stockholm, 1935. november 11. – Stockholm, 2019. április 14.) svéd színésznő.

## Fiatalkora
1935. november 11-én született Stockholm Kungsholmen nevű szigetén Josef Andersson üzletember és Karin Mansion szociális munkás leányaként. Tanulmányait a Terserus Drámaiskolában és a legendás Királyi Drámai Színház színiiskolájában végezte.
Tanulmányai befejezése után csatlakozott a stockholmi Királyi Drámai Színházhoz, melynek 30 éven keresztül a tagja volt. Első munkája Ingmar Bergmannal 1951-ben volt, amikor a rendezőóriás egy Bris nevű mosószerreklámjában szerepelt. Az 1950-es, 1960-as és 1970-es évek során több, mint tíz Bergman-filmben kapott szerepet.

## Későbbi karrierje
1963-ban a 13. Berlini Nemzetközi Filmfesztiválon elnyerte a legjobb színésznőnek járó Ezüst Medve díjat az Älskarinnan című drámában nyújtott alakításáért.
Az 1966-ban bemutatott Persona sikerének köszönhetően számos - köztük amerikai - filmes ajánlat közül válogathatott. Szintén 1966-ban szerepelt James Garner és Sidney Poitier oldalán a Párbaj Diablónál című, erőszakos jelenetekkel tarkított westernben. Továbbra is együtt dolgozott Bergmannal, de olyan jónevű hollywoodi rendezők irányítása alatt is megfordult, mint John Huston (Levél a Kremlbe, 1970) és Robert Altman (Kvintett, 1979). Az amerikai színpadon 1973-ban mutatkozott be az Erich Maria Remarque színművéből adaptált Full Circle-ben.
Az 1980-as évek végén és 1990-es évek elején főleg színházakban és a televízióban volt látható. Egy Szarajevóba szervezett humanitárius segélyakciónak is a felügyelője volt. 2009-ben súlyos stroke-ot kapott, beszédközpontja megbénult, ágyhoz kötött betegként élte mindennapjait. Hosszú betegség után, 2019. április 14-én hunyt el, 83 évesen.

## Magánélete
1960-ban hozzáment Kjell Grede rendezőhöz, akitől egy Jenny nevű lánya született, de a házaspár 1973-ban elvált. Második férje Per Ahlmark liberális politikus volt. 2004. május 29-től haláláig pedig Gabriel Moa Baeza felesége volt.

## Fontosabb filmjei
- 1955: Egy nyáréjszaka mosolya ( Sommarnattens leende) – színésznő
- 1957: A hetedik pecsét - (Det sjunde inseglet) – Mia
- 1957: A nap vége (Smultronstället) – Sara
- 1958: Az élet küszöbén (Nära livet) – Hjördis Petterson
- 1958: Arc (Ansiktet) – Sara
- 1960: Az ördög szeme (Djävulens öga) – Britt-Marie
- 1964: Valamennyi asszony (För att inte tala om alla dessa kvinnor) – Humlan
- 1966: Persona – Alma
- 1966: Párbaj Diablónál (Duel at Diablo) – Ellen Grange
- 1968: A lányok (Flickorna) – Liz
- 1969: Szenvedély (En Passion) – Eva Vergerus
- 1970: Levél a Kremlbe (The Kremlin Letter) – Erika
- 1971: Érintés (Beröringen) – Karin Vergerus
- 1973: Jelenetek egy házasságból (Scener ur ett äktenskap) – Katarina
- 1977: Nem ígértem neked rózsakertet (I Never Promised You a Rose Garden) – Dr. Fried
- 1978: A nép ellensége (An Enemy of the People) – Catherine Stockmann
- 1979: Airport ’79 - Concorde (The Concorde... Airport ’79) – Francine
- 1979: Kvintett (Quintet) – Ambrosia
- 1983: Villanófényben (Exposed) – Margaret
- 1987: Babette lakomája - (Babettes gæstebud) – svéd udvarhölgy
- 1994: Álomjáték (Drømspel) – Victoria
- 1994: A lepke álma (Il sogno della farfalla) – Az anya
- 2002: Elina (Elina - Som om jag inte fanns) – Tora Holm
- 2007: Arn, a templomos lovag (Arn - Tempelriddaren) – Rikissa

## Fordítás
Ez a szócikk részben vagy egészben  a   Bibi_Andersson című angol Wikipédia-szócikk fordításán alapul.  Az eredeti cikk szerkesztőit annak laptörténete sorolja fel. Ez a jelzés csupán a megfogalmazás eredetét és a szerzői jogokat jelzi, nem szolgál a cikkben szereplő információk forrásmegjelöléseként.